# Fondation Zinsou
Pour les articles homonymes, voir Zinsou.
La Fondation Zinsou est une fondation privée créée en 2005 à Cotonou (Bénin), tournée vers l'action sociale et la culture, et consacrée à l'art contemporain africain.

## Histoire
En juin 2005, Marie-Cécile Zinsou, née en 1982 et diplômée d'histoire de l'art, lance le projet à Cotonou, avec l'aide de son père, l'homme d'affaires Lionel Zinsou, et de son grand-oncle, l'ancien président du Bénin, Émile-Derlin Zinsou. La fondation est alors la première structure béninoise consacrée à l'art contemporain. L'objectif de la fondation n'est pas de commercialiser les œuvres exposées comme le ferait une galerie, mais d'échanger les œuvres avec d'autres institutions internationales.
En huit ans, la fondation a réuni un millier d'œuvres d'art contemporain et accueilli quatre millions de visiteurs, dont une majorité d'écoliers. Vingt-quatre expositions ont été organisées, dix-sept livres d'art publiés, notamment dans des collaborations avec le festival Regard Bénin 1.0 en 2010 qui devient la Biennale Bénin en 2012. La fondation Zinsou organise des ateliers pour enfants, des ateliers de danse, des workshop de photographie, contribuant au développement de la scène artistique au Bénin par une politique de formation des jeunes générations. La fondation a aussi ouvert deux mini bibliothèques dans Cotonou.
Le 11 novembre 2013, la Fondation Zinsou a ouvert les portes de son musée d'art contemporain, dans la ville de Ouidah, qui présente une sélection d'œuvres, extraites de sa collection. Cette première exposition comprend des œuvres d'artistes tant locaux qu'internationaux : Romuald Hazoumé, Cyprien Tokoudagba, Frédéric Bruly-Bouabré, George Lilanga, Samuel Fosso, Seyni Awa Camara, Jean-Dominique Burton, Malick Sidibé, Seydou Keïta, Bruce Clarke, Chéri Samba, Mickäel Bethe Selassié, Aston, Kifoulit Dossou et Soly Cissé.
En 2015, la fondation compte 63 employés. Le budget global de la fondation est de 800 000 à 1 million d'euros financé par du mécenat privé. 80 % des visiteurs ont moins de 20 ans.

## Exposition
- 2021 : Dan Xomé de Cyprien Tokoudagba
- 2016 : Geoge Lilanga
- 06/06/15 au 12/12/15 : Romuald Hazoumè – Arè
- 31/01/15 au 20/05/15 : African records
- 14/04/14 au 27/12/14 : Samuel Fosso
- 16/09/13 au 01/03/14 : Gérard Quenum – Rupture
- 18/02/13 au 14/08/13 : Hector Sonon
- 13/05/12 au 09/01/13 : Avec Bruce Clarke
- 03/12/11 au 21/04/12 : Chasseurs Nagô du Royaume de bantè
- 14/06/11 au 09/11/11 : Manifeste
- 03/04/11 au 30/06/11 : Dansons Maintenant ! – Antoine Tempé
- 20/02/11 au 27/05/11 : Le Sondage – Kifouli Dossou
- 14/02/11 au 21/02/11 : A la découverte des bas-reliefs
- 08/11/10 au 10/02/11 : Le Roi s'en va-t'en-guerre – Cyprien Tokoudagba
- 17/06/10 au 29/10/10 : Africa Style
- 10/06/10 au 28/12/10 : Raconte moi l'indépendance
- 11/10/09 au 28/08/10 : Ré-Création
- 12/10/09 au 25/02/10 : L'invitation au voyage
- 28/03/09 au 30/07/09 : Collectionneurs du Bénin
- 28/09/08 au 17/02/09 : Bénin 2059
- 16/02/08 au 03/09/08 : Malick Sidibé 08
- 30/09/07 au 30/11/07 : Basquiat in Cotonou
- 17/06/07 au 01/12/07 : Vodou/Vodounon
- 16/12/06 au 19/05/07 : Béhanzin, Roi d'Abomey
- 02/05/06 au 29/10/06 : Dahomey roi et Dieux
- 12/12/05 au 18/02/06 : Regards Croisés
- 06/06/05 au 29/11/05 : Romuald Hazoumé

## Galerie d'images

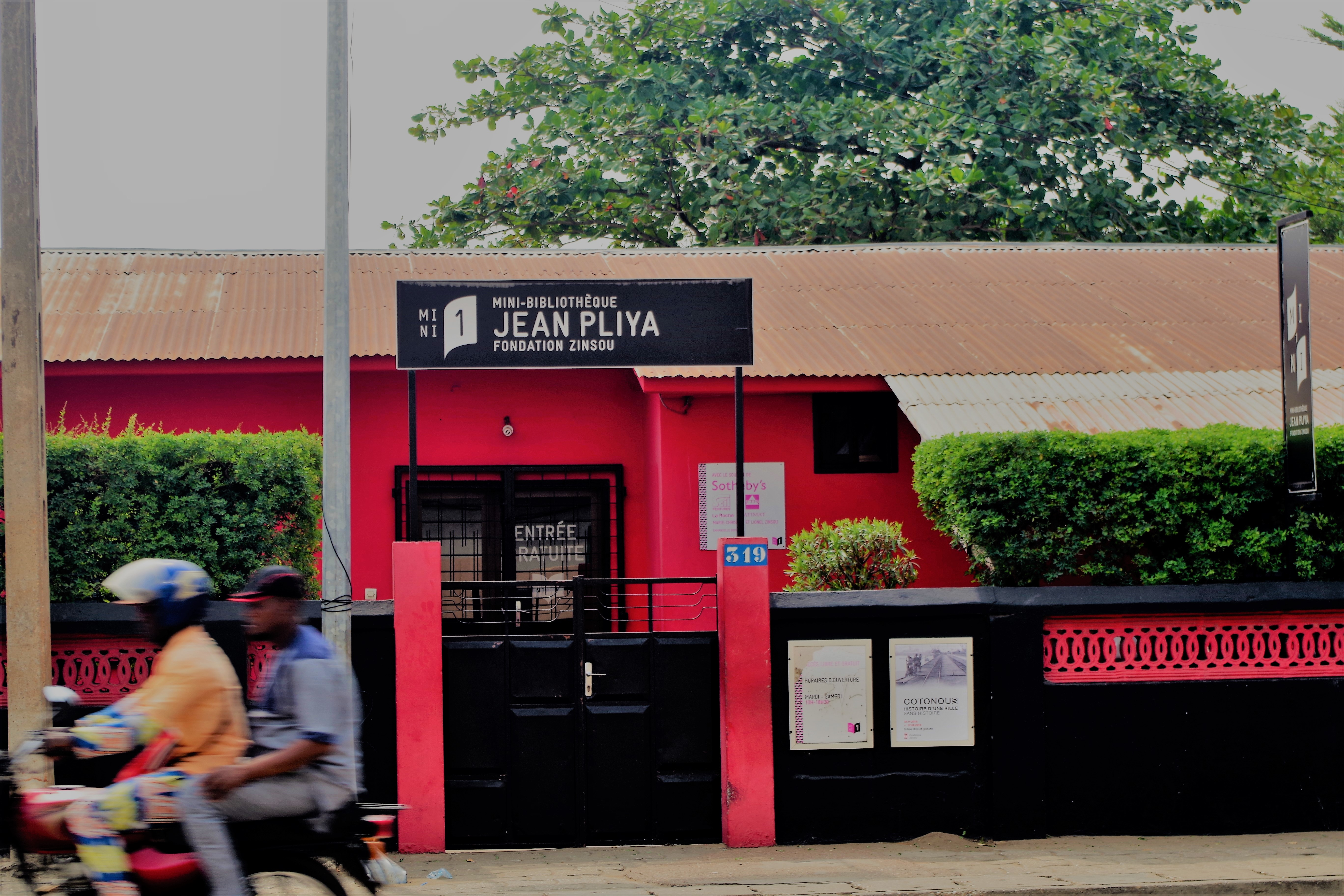
Mini Bibliothèque de la fondation Zinsou.
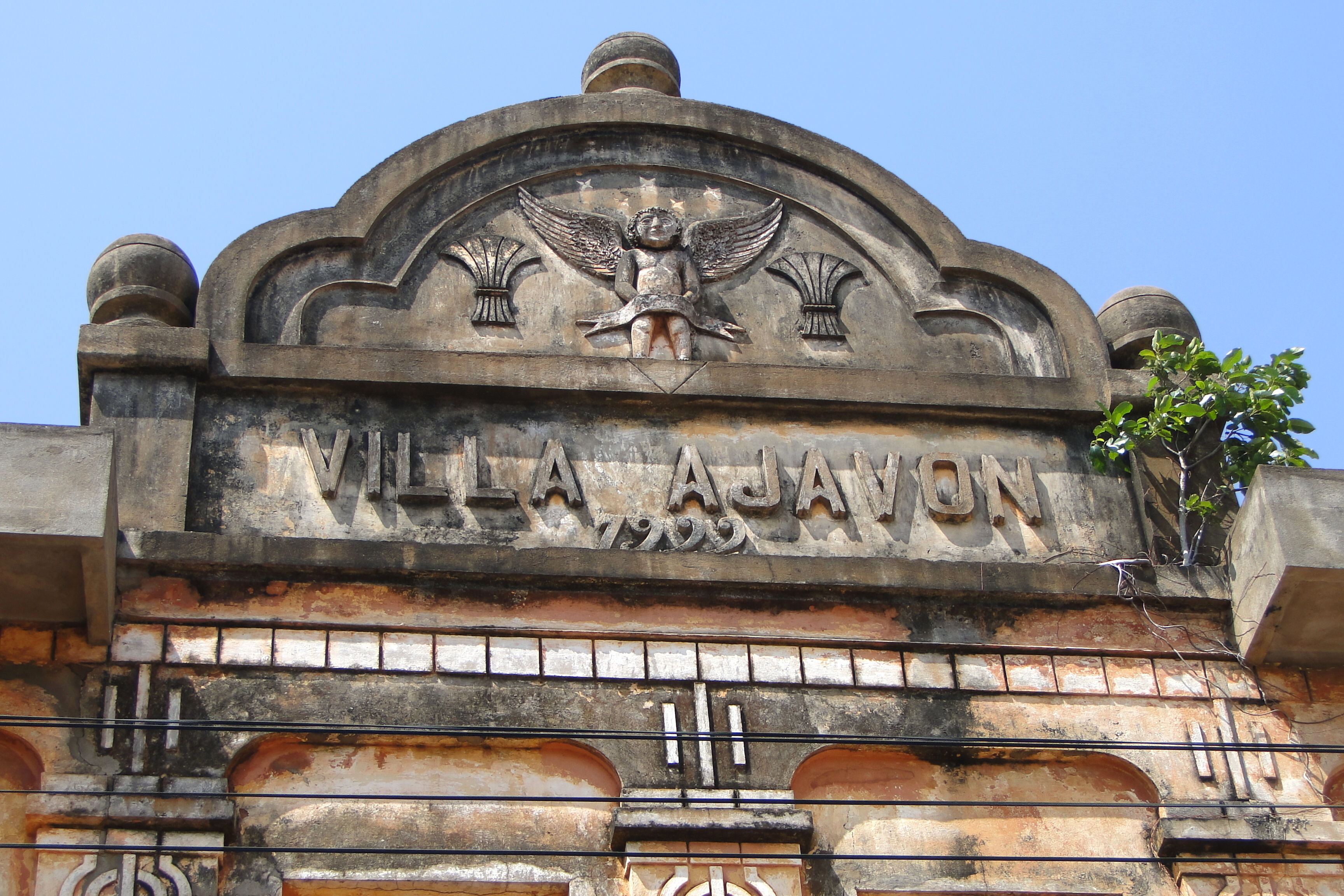
Nouvelle représentation de la Fondation Zinsou à Ouidah.
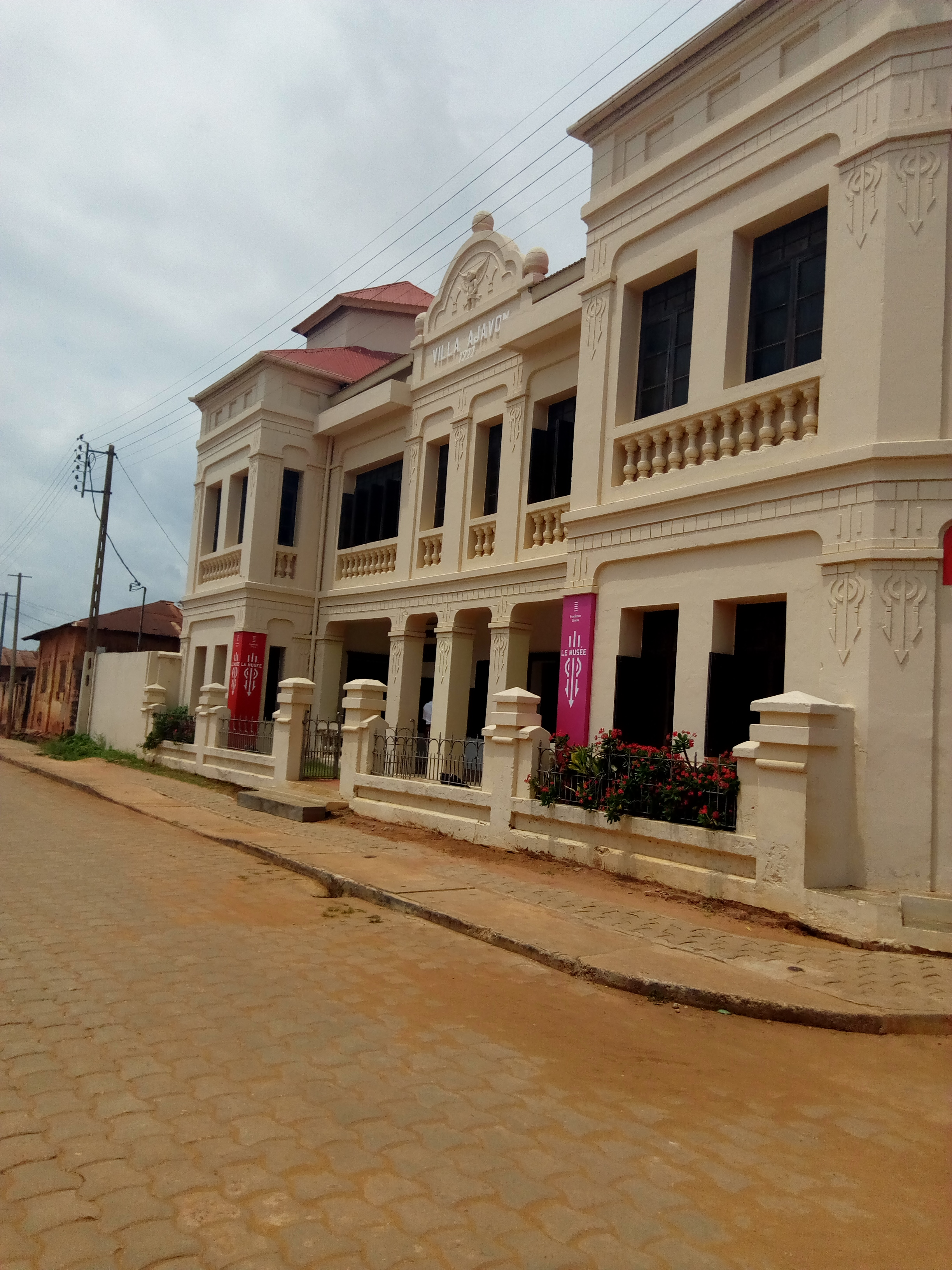
Fondation Zinsou dans la villa Ajavon.
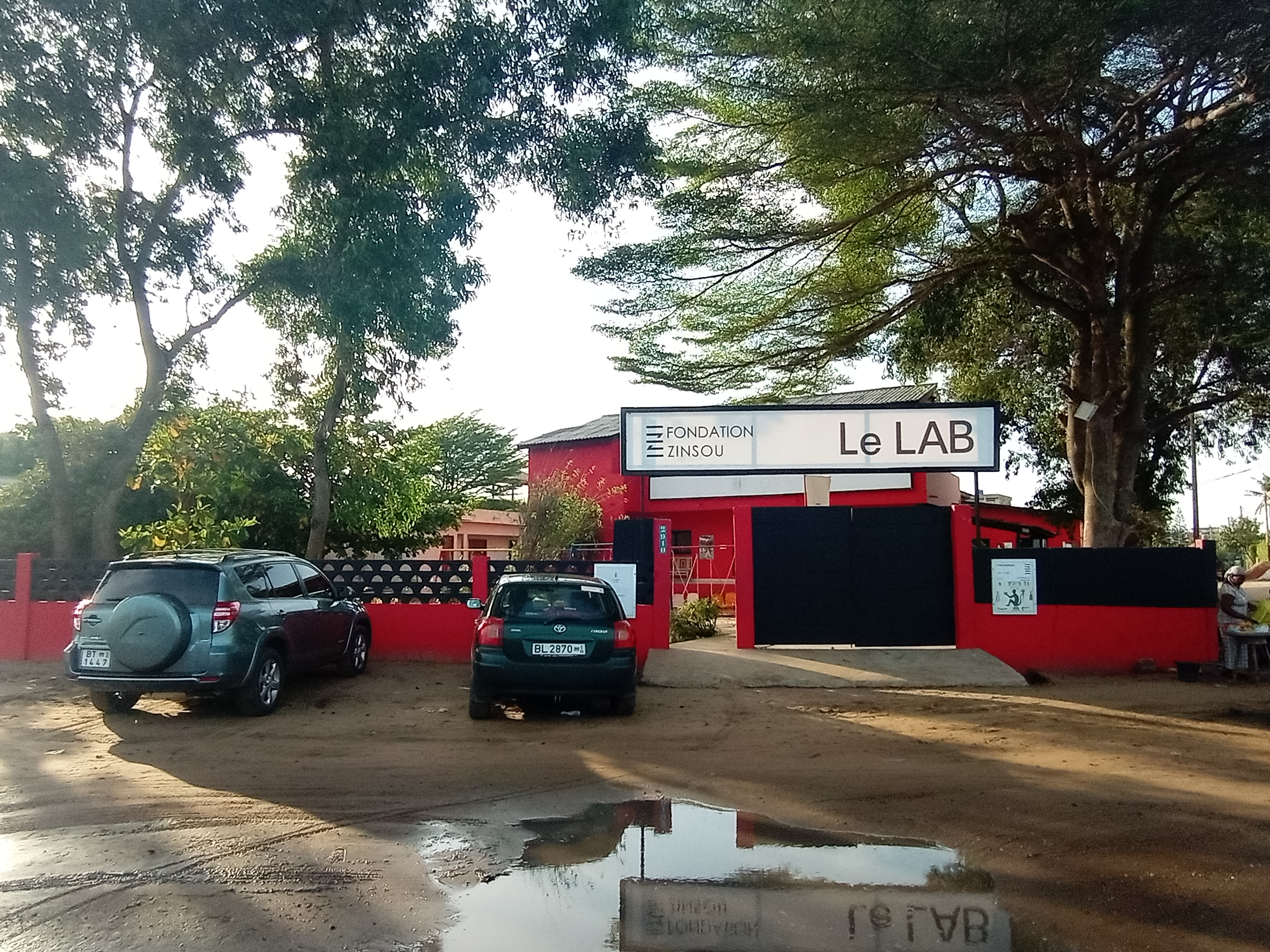
Lab de la fondation Zinsou à fidjrossè.

## Tourisme, Bâtiments, Équipements et services présents
| \| 100 km1:4 961 000 \| Musée historique d'Abomey Adandé Musée régional de Natitingou Akaba Idena Musée d'art contemporain de Ouidah Fondation Zinsou |
| 100 km1:4 961 000 |

| 100 km1:4 961 000 |

- Wifi :  Non
- Sites web du musée :  Oui
- Parking pour visiteurs :  Non
- Hall de réception :  Non
- Présence de guides et / ou conservateurs au musée :  Oui
- Galerie marchande pour achat d'ouvrages:  Oui (Possibilités d'achats d'œuvres ?) :  Non
- Espace restauration/toilettes pour visiteurs :  Oui
- Possibilité de prise de vue (photo des collections sans flash) :  Oui
- Cadre de recherches (scientifiques...) :  Oui
- Partenariats avec d'autres institutions :  Oui
- Tarifs d'entrée : gratuits pour tous

| Jours          | Heure         |
| -------------- | ------------- |
| Lundi          | 14h00 – 19h00 |
| Mardi – Samedi | 10h00 – 19h00 |

## Prix et récompenses
- 2014 : Praemium Imperiale décerné à Marie-Cécile Zinsou pour la fondation[6].